# Apostolic Christian Church
De Apostolic Christian Church is een conservatief mennonitisch kerkgenootschap in de Verenigde Staten. Het kerkverband heeft 18.656 leden en is in 1848 ontstaan in Ohio.
De gemeenten bevinden zich vooral in de Verenigde Staten, maar er zijn ook gemeenten in Canada, Australië en Argentinië.
Men gebruikt als Bijbelvertaling de King James Version. Van vrouwen en meisjes wordt verwacht dat ze een hoofddeksel dragen tijdens de erediensten en in een rok of jurk komen. Mannen en vrouwen zitten gescheiden. Interreligieuze huwelijken worden afgeraden. De leden mogen behalve voor begrafenissen geen kerkdiensten van andere kerkverbanden bezoeken. Radio en televisie zijn niet toegestaan. Tradities zijn erg belangrijk in de Apostolic Christian Church. Tot de jaren 30 verzette het kerkverband zich tegen het gebruik van auto's.